# La Frontera (Cuenca)
La Frontera es un municipio y localidad española de la provincia de Cuenca, en la comunidad autónoma de Castilla-La Mancha. El término municipal tiene una población de 148 habitantes (INE 2024).

## Clima
De acuerdo a los datos de la tabla a continuación y a los criterios de la clasificación climática de Köppen modificada La Frontera tiene un clima mediterráneo de tipo Csa (templado con verano seco y caluroso).
| Parámetros climáticos promedio de La Frontera en el periodo 1967-1981 | Parámetros climáticos promedio de La Frontera en el periodo 1967-1981 | Parámetros climáticos promedio de La Frontera en el periodo 1967-1981 | Parámetros climáticos promedio de La Frontera en el periodo 1967-1981 | Parámetros climáticos promedio de La Frontera en el periodo 1967-1981 | Parámetros climáticos promedio de La Frontera en el periodo 1967-1981 | Parámetros climáticos promedio de La Frontera en el periodo 1967-1981 | Parámetros climáticos promedio de La Frontera en el periodo 1967-1981 | Parámetros climáticos promedio de La Frontera en el periodo 1967-1981 | Parámetros climáticos promedio de La Frontera en el periodo 1967-1981 | Parámetros climáticos promedio de La Frontera en el periodo 1967-1981 | Parámetros climáticos promedio de La Frontera en el periodo 1967-1981 | Parámetros climáticos promedio de La Frontera en el periodo 1967-1981 | Parámetros climáticos promedio de La Frontera en el periodo 1967-1981 |
| Mes | Ene.                                                                  | Feb.                                                                  | Mar.                                                                  | Abr.                                                                  | May.                                                                  | Jun.                                                                  | Jul.                                                                  | Ago.                                                                  | Sep.                                                                  | Oct.                                                                  | Nov.                                                                  | Dic.                                                                  | Anual                                                                 |
| --- | --------------------------------------------------------------------- | --------------------------------------------------------------------- | --------------------------------------------------------------------- | --------------------------------------------------------------------- | --------------------------------------------------------------------- | --------------------------------------------------------------------- | --------------------------------------------------------------------- | --------------------------------------------------------------------- | --------------------------------------------------------------------- | --------------------------------------------------------------------- | --------------------------------------------------------------------- | --------------------------------------------------------------------- | --------------------------------------------------------------------- |
| Temp. media (°C) | 3.0                                                                   | 3.9                                                                   | 6.4                                                                   | 9.4                                                                   | 14.0                                                                  | 18.3                                                                  | 23.0                                                                  | 22.3                                                                  | 17.8                                                                  | 11.6                                                                  | 6.3                                                                   | 3.3                                                                   | 11.6                                                                  |
| Precipitación total (mm) | 74.9                                                                  | 82.6                                                                  | 68.7                                                                  | 62.3                                                                  | 78.6                                                                  | 60.8                                                                  | 20.2                                                                  | 18.6                                                                  | 44.5                                                                  | 62.4                                                                  | 60.3                                                                  | 63.6                                                                  | 697.6                                                                 |
| Fuente: Ministerio de Agricultura, Alimentación y Medio Ambiente. Datos de precipitación para el periodo 1962-1981 y de temperatura para el periodo 1967-1980 en La Frontera. |                                                                       |                                                                       |                                                                       |                                                                       |                                                                       |                                                                       |                                                                       |                                                                       |                                                                       |                                                                       |                                                                       |                                                                       |                                                                       |

## Historia
El origen de su nombre viene de la situación entre las tierras conquistadas por Alvar Fáñez en tiempos de Alfonso VI y las tierras ocupadas por el musulmán invasor allá por el siglo XI.
Los pueblos de Cuenca prestaron unos buenos servicios a Alfonso VIII para su Reconquista, y debido a eso les hizo una donación de extensión de terreno conocida por el nombre de Sierra de Cuenca para que pudieran aprovecharse tanto de los pastos como de otros beneficios, al igual que la propia ciudad. Esta donación fue después confirmada por los reyes Fernando III el Santo y Alfonso X el Sabio y otros.
El libro más antiguo que existe hablando de esta villa de La Frontera data de 1558. Este libro se conserva en el archivo municipal. Trata de las mojoneras que se hicieron en este término con los pueblos vecinos.
Al empezar a hablar de las mojoneras se lee: «En la villa de la Frontera, que solían llamar “Titos”, que es del noble caballero D. Juan Hurtado de Mendoza...”» No aparece aclarado en ningún documento el por qué de este nombre «Titos», ni el posterior, con el que se conoce actualmente, de La Frontera.
Juan Hurtado de Mendoza, Señor de Cañete, fundó el mayorazgo de la ilustre villa de la Frontera a favor de su hijo Luis, y de su segunda esposa, Elvira de Rabanal, con facultad real dada en Salamanca el 14 de diciembre de 1486, refrendada por Fernán Álvarez, según escritura fechada en Cuenca, el 19 de marzo de 1487 ante Alfonso Ruiz de Fuentes.
Otros personajes relacionados con la historia de La Frontera, aunque con una participación poco clara en el desenvolvimiento histórico de la villa, son:
Diego de Ribera, adelantado mayor, según cita la cédula real de Juan II, dada en Tordesillas, el 30 de junio de 1428.
Juana Pacheco de Silva, viuda de su primer marido Luis de Meneses Padilla y Toledo, celebró segundo matrimonio con Juan Ruiz de Alarcón y Mendoza, octavo señor de la Frontera, Buenache y Valdecabras, de quien tuvo una hija que murió niña.
Íñigo López de Mendoza, segundo conde de Tendilla y primer marqués de Mondéjar.
Eran entonces, regidores y alcaldes de la villa, Antón de Cañizares y Miguel Lamo y como procurador Juan Ramiro.
En el siglo XVII, el término, baldíos y pastos de La Frontera serán del marqués de Palacios, quien reside en el lugar administrando sus fincas. Los vecinos mantienen ciertas desavenencias con el marqués por los pastos y sobre todo, por la corta de madera.
En 1752 se elabora el Catastro de Ensenada y La Frontera figura como lugar que pertenece al marqués de Palacios y de Mondéjar, conde de Tendilla, y vecino de la villa de Madrid.
Hacia mediados del siglo XIX, el lugar tenía contabilizada una población de 418 habitantes. La localidad aparece descrita en el octavo volumen del Diccionario geográfico-estadístico-histórico de España y sus posesiones de Ultramar de Pascual Madoz de la siguiente manera:

FRONTERA (la): v. con ayunt. en la prov. y dióc. de Cuenca (6 leg.), part. jud. de Priego (2), aud. terr. de Albacete (30), c. g. de Castilla la Nueva (24). sit. en una pequeña ladera entre los r. Escabas y Trabaque, con clima templado y sano, siendo los dolores reumáticos las enfermedades mas comunes, aunque no frecuentes. Tiene 135 casas de mediana construccion, entre ellas las del ayunt., en cuyo edificio, que es bastante notable, se encuentra la cárcel y el pósito; hay una escuela de niños con 100 ducados de dotacion, concurrida por 40; buenos paseos con arbolado, 3 fuentes en la pobl. de escelentes aguas; igl. parr. (San Andrés Apóstol), servida por un cura de primer ascenso y provision ordinaria y un sacristan, y 3 ermitas en las inmediaciones de la v., dedicada una á Ntra. Sra. de Belen con un órgano regular; otra mas chica dedicada al Santo Cristo de la Fé, y la tercera á San Quirico. Confina el térm. por el N. con Cañamares; E. Fresneda; S. Ribagorda y Albalate de las Nogueras, los tres á una leg., y O. con la cap. del part. jud. (2) El terreno es bueno y en su mayor parte llano, cubierto de monte de encina con una grande deh. poblada de robles y pinos. Atraviesa el camino real de Cuenca á Molina, en regular estado. La correspondencia se busca en la estafeta de Priego por el interesado que tiene cartas. ind.: la agrícola. prod.: trigo, cebada centeno avena, escaña, garbanzos, guijas, ciruelas bellotas alazor, miel y vino; siendo la principal la de granos: hay ganado lanar y vacuno, y caza mayor y menor. pobl.: 111 vec., 418 alm. cap., terreno. prod.: 1.033,260 rs. imp.: 51,663. El oresupuesto municipal se cubre en parte con los fondos de propios, que consisten en un buen molino harinero, sit. en la Hoz de Albalate de las Nogueras.
Hay en esta v. un palacio ó casa fuerte, propia del señor marqués de Palacios, de quien es todo este territorio cos sus montes, cerros y valles.
(Madoz, 1847, p. 196)

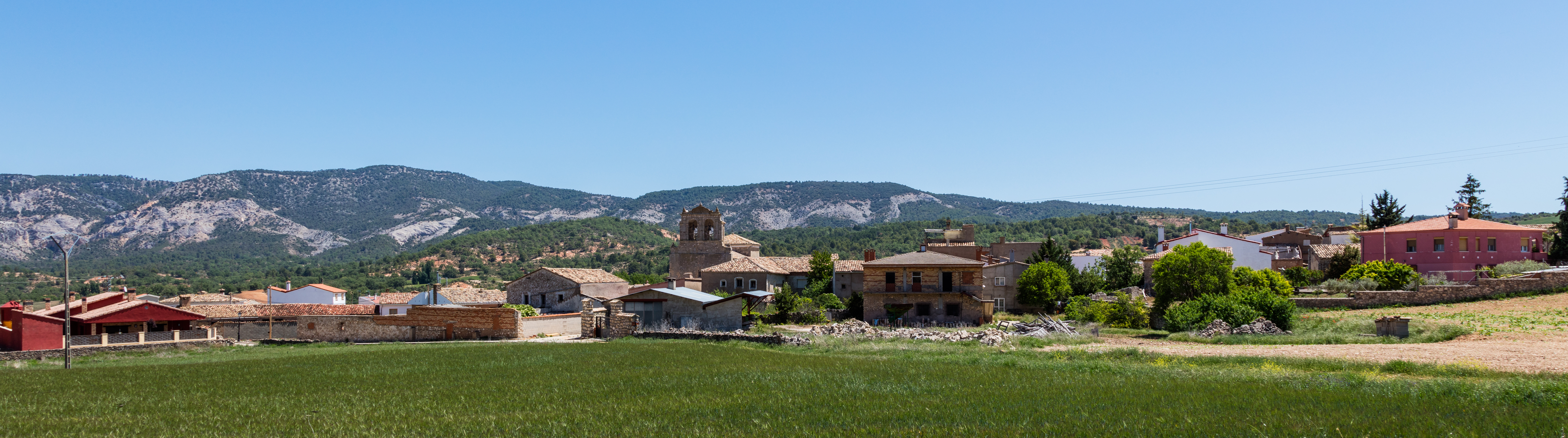
Vista de la localidad

Según tradición de la gente en el paraje conocido como Fuente de San Juan, existió una ermita alrededor de la cual existió un pequeño poblado. La ermita debió estar dedicada a San Juan. Se han encontrado restos de piedras labradas, monedas, utensilios de cocina y señales evidentes de que aquella comunidad, tuvo cierta importancia para su época, en la vida de este término. Hoy, como recuerdo, sólo quedan las posibles ruinas de la ermita y una fuente que sirve como abrevadero para el ganado.

## Demografía
La Frontera cuenta con una población de 148 habitantes (INE 2024).
| Gráfica de evolución demográfica de La Frontera entre 1842 y 2021                                                                                             |
| |
| Población de derecho según los censos de población del INE Población de hecho según los censos de población del INEEn este censo se denominaba Frontera: 1842 |

## Administración
PP
| Periodo   | Nombre                                                                      | Partido |
| --------- | --------------------------------------------------------------------------- | ------- |
| 1979-1983 | Ismael Cañizares Mansilla                                                   | UCD     |
| 1983-1987 | Florencio Mayordomo Mayordomo (1983) Carmelo Rebenaque Mansilla (1984-1987) | CDS     |
| 1987-1991 | Ismael Cañizares Mansilla                                                   | CDS     |
| 1991-1995 | Ismael Cañizares Mansilla                                                   | PP      |
| 1995-1999 | José Gómez Gómez                                                            | PP      |
| 1999-2003 | Daniel Mansilla Rebenaque                                                   | PP      |
| 2003-2007 | Daniel Mansilla Rebenaque                                                   | PSOE    |
| 2007-2011 | José Antonio Mansilla Gil                                                   | PP      |
| 2011-2015 | Sergio Hervás Mayordomo                                                     | IU      |
| 2015-2019 | Sergio Hervás Mayordomo                                                     | PP      |
| 2019-2023 | Cristian Mansilla Rebenaque                                                 | PP      |

## Economía
La actividad más importante es la agraria. En la ganadera, es el pastoreo de ovejas. Tradicionalmente se han criado cerdos, aunque en la actualidad quedan pocas granjas. También predomina la construcción. En La Frontera hay tradición en la destilación de aguardiente y licores, y en la actualidad hay una empresa dedicada a la elaboración de licores.

## Patrimonio

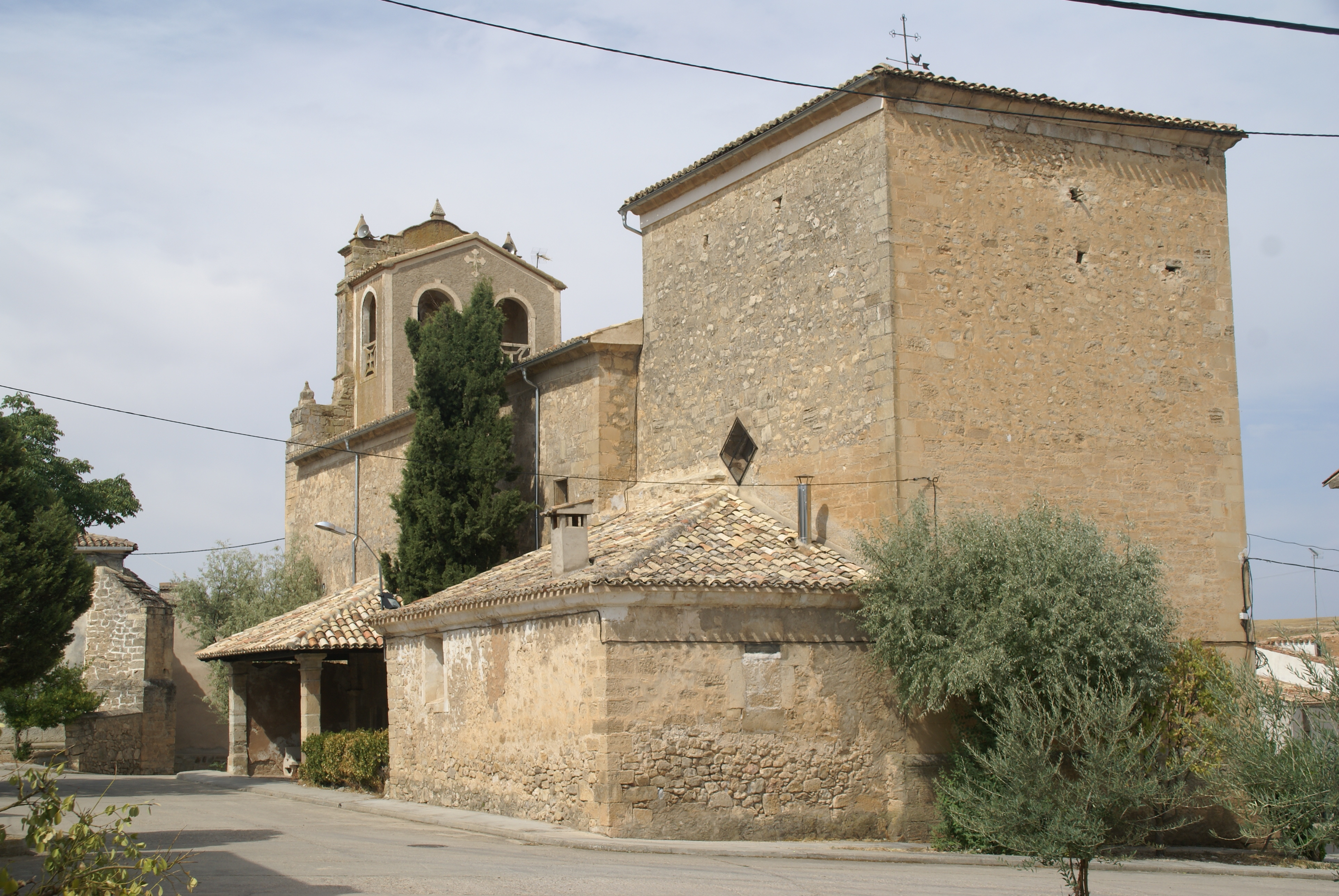
Iglesia parroquial de San Andrés Apóstol

- Iglesia parroquial de San Andrés Apóstol. En la localidad hay una iglesia parroquial bajo la advocación de San Andrés Apóstol.[5] Posee una portada románica de transición con el arco adornado de típicas labores del siglo XII y tímidamente apuntado para formar una ojiva. El resto del templo carece de interés artístico; únicamente puede citarse la pila bautismal, hecha de un bloque de grandes dimensiones, de piedra dura, labrada en el exterior. La portada principal del mediodía es gótica, abocinada de cuatro bandas, una de ellas de sillares. Cuenta con una elevada espadaña con dos campanas. El interior es de una sola nave elevada, donde destaca la pila bautismal, la sacristía y el altar mayor. Es una iglesia de una sola nave con bóveda de lunetos con pilastras y cornisas. En el presbiterio tiene una cúpula sobre pechinas, de media naranja rebajada con nervaturas barrocas y las imágenes pintadas de San Pedro, San Andrés, San Juan Evangelista y San Marcos. El edificio de la iglesia data del año 1656, siglo XVII y pertenece al estilo barroco. La última reconstrucción data del año 1747.

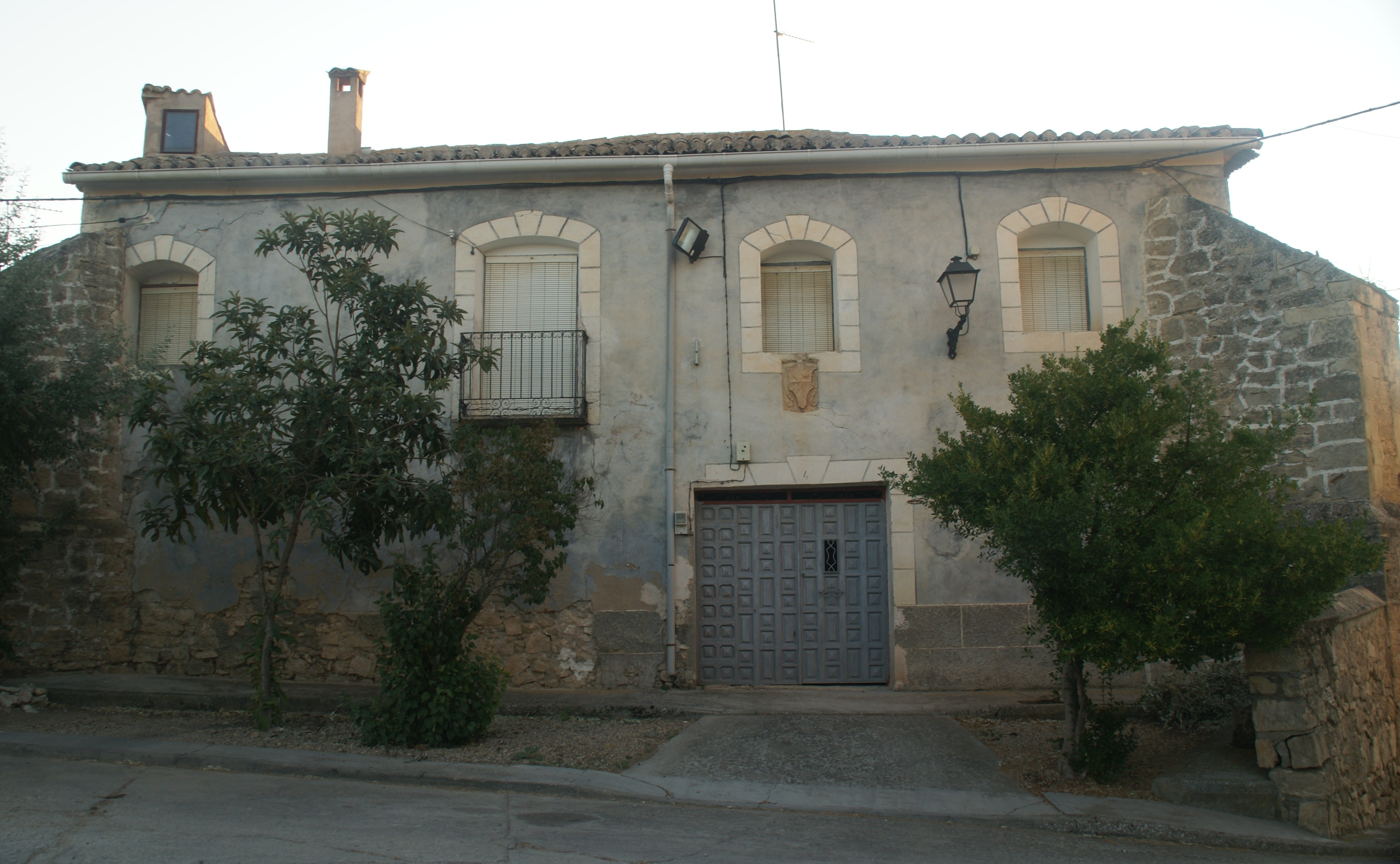
Casa Rectoral.

- Casa Rectoral. La antigua Casa Fuerte del marqués de Palacios,[5] que fue señor de estas tierras, utilizada posteriormente como casa rectoral. Este caserón tiene sobre la puerta una taja de piedra de tipo italiano, se ve tallado un escudo perteneciente a Gonzalo González de Cañamares, canónigo de la catedral de Cuenca, Obispo más tarde de Albarracín, aunque es discutido por algunos; es el fundador de la capilla de Todos los Santos en la Catedral de Cuenca, así mismo fundó el colegio de Monte Olivete en Salamanca. Las armas del escudo son las siguientes: escudo cuartelado: 1.º, una banda, 2.º, una concha de Santiago, 3.º una flor de lis, y 4.º, tres espigas.

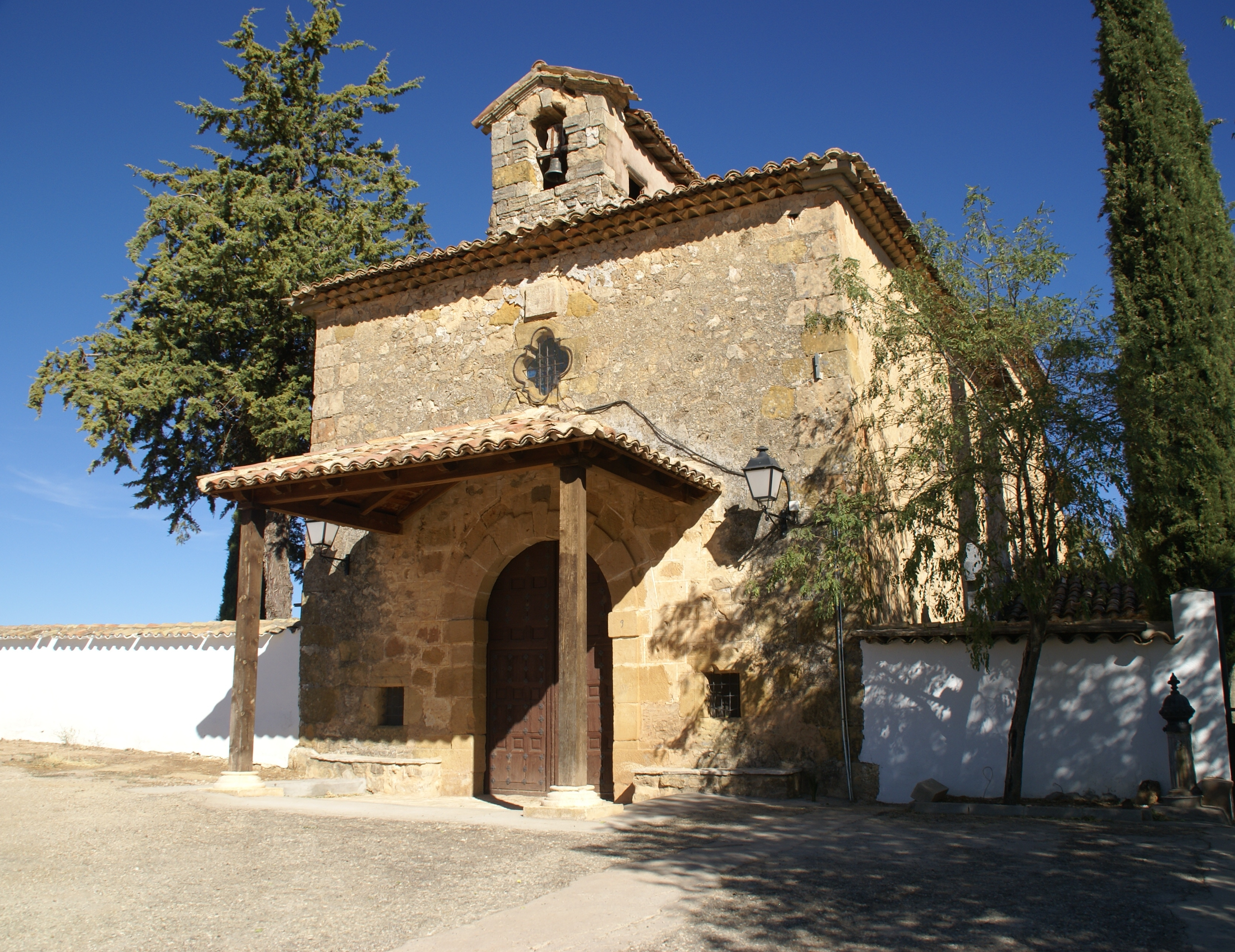
Ermita de Nuestra Señora de Belén

- Ermita de Nuestra Señora de Belén. De estilo románico, con interesante portada, restaurada. Adosada al cementerio municipal. El porche, similar al de la iglesia, con la excepción de tener la cubierta con vertiente a tres aguas y se apoya en dos columnas de madera en la parte delantera, que sustituyeron las anteriores en la restauración. Dos pequeñas ventanas laterales y óculos sobre el porche. El interior, de una sola nave dividida en tres tramos por pilastras. La nave está cubierta por bóveda de arista sostenida por arcos formeros de medio punto rebajados. En la fachada hay una inscripción: “Este ermita se hizo a devoción de esta villa. Año 1782”.

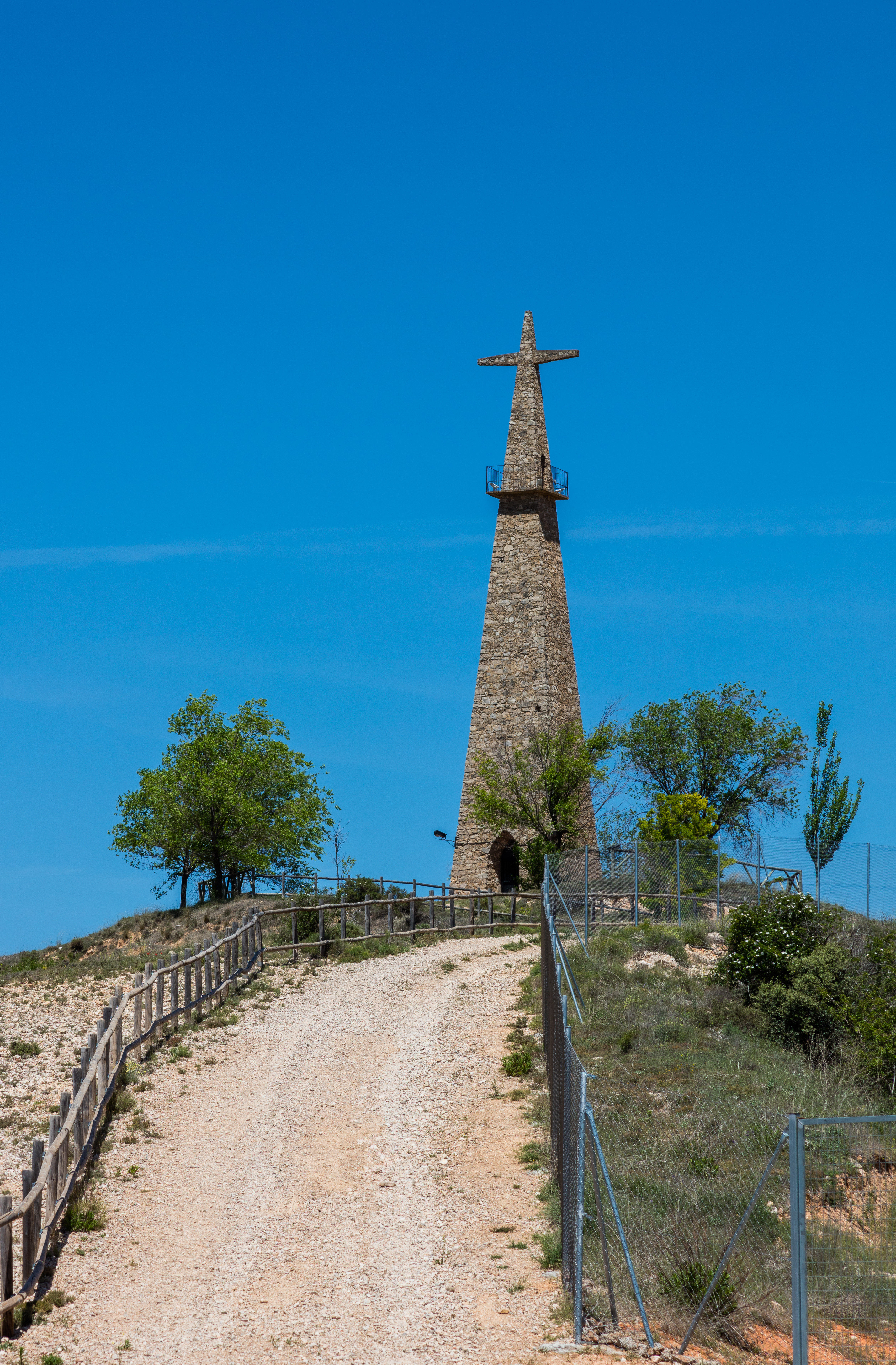
El Cristo de San Isidro

- Cristo de San Isidro. Fue construido a finales de la década de 1950. Es una torre piramidal de gran altura, la cual guarda en su pequeña ermita la imagen de San Isidro. Fue construida a mano, por la gente del propio pueblo. Anteriormente se encontraba la ermita.

## Fiestas
El día 15 de mayo se celebra San Isidro, es la fiesta de los labradores. Se hace una procesión desde la iglesia hasta la pequeña ermita que sirve de base a una cruz hecha de piedra viva de grandes dimensiones. Ese día y junto a la ermita se hace bendición de los campos. Antiguamente era costumbre que la Hermandad por la tarde y en la plaza, repartiera a los vecinos garbanzos tostados y vino.
El 13 de junio se celebra la festividad de San Antonio. Es costumbre que los mayordomos que voluntariamente quieren ser, repartan por la tarde cañamones y vino en la plaza del pueblo.
El día 15 de agosto se celebran las fiestas patronales en honor a la Virgen de Belén, patrona del pueblo. 
El día 30 de noviembre se celebra la festividad de San Andrés Apóstol, que es el Patrón de la parroquia.

## Gastronomía
Es típico de esta zona: las gachas, las migas, gachas dulces, torrijas, etc. Hay que destacar la elaboración en este pueblo del aguardiente, así como los diferentes licores creados a partir del orujo: orujo de miel, orujo de hierbas, orujo de limón, etc.